# Frances McDormand
Frances Louise McDormand (Chicago, 23 juni 1957) is een Amerikaans film- en toneelactrice. Voor haar rol in de film Fargo, geregisseerd door haar echtgenoot Joel Coen, kreeg ze een Oscar in 1997. In 2018 won ze haar tweede Oscar voor haar rol in Three Billboards Outside Ebbing, Missouri. In 2021 ontving ze een derde Oscar voor haar rol in Nomadland. Daarnaast vielen haar nog meer dan dertig filmprijzen ten deel, waaronder een Empire Award, een Golden Globe en meerdere National Board of Review Awards.

## Biografie
Frances McDormand is de jongste van drie kinderen die waren geadopteerd door haar Canadese ouders Vernan McDormand, een Disciples of Christ-predikant, en zijn vrouw Noreen. Zij hadden geen biologische kinderen. Frances groeide op in Monessen, Pennsylvania. Ze volgde lessen aan Bethany College te West Virginia, waar ze in 1979 een BA behaalde in de theaterwetenschappen. Hierna volgde ze acteerlessen aan de Drama School van Yale-universiteit. In 1982 behaalde ze de titel Master of Fine Arts.

### Carrière
Na het afstuderen speelde ze in verscheidene toneelstukken. Haar filmdebuut was in Blood Simple uit 1984, de eerste film van Joel en Ethan Coen, de Coen Brothers. Datzelfde jaar trouwde ze met Joel Coen. Later zou ze vaker spelen in films van de twee broers. Rond deze tijd deelde ze tevens een huis met onder anderen de Coen Brothers, actrice Holly Hunter en regisseur Sam Raimi.
Na Blood Simple duurde het vier jaar voor ze weer een grote filmrol had. Haar toneelcarrière ging het daarentegen voor de wind. Ze speelde in verscheidene theaterproducties, waaronder de Broadwayproductie van A Streetcar Named Desire van Tennessee Williams uit 1987, waar ze een Tonynominatie voor kreeg. Ook was ze regelmatig op televisie te zien, waaronder in een terugkerende rol in het vijfde seizoen van de televisieserie Hill Street Blues.
In 1988 speelde ze weer in een grote Hollywoodfilm, Mississippi Burning van Alan Parker. Voor deze rol werd ze genomineerd voor de Academy Award voor beste vrouwelijke bijrol, de eerste van vier Oscarnominaties. Na deze film volgden meer filmrollen, waaronder in Sam Raimi's Darkman, Hidden Agenda van Ken Loach (beide 1990), en Short Cuts van Robert Altman (1993). In 1996 speelde ze waarschijnlijk haar bekendste rol, de zwangere sheriff Marge Gunderson in Fargo van de Coen Brothers. Voor deze rol kreeg ze de Academy Award voor beste vrouwelijke hoofdrol.
In 2000 speelde ze een overspelige echtgenote in Wonder Boys van Curtis Hanson en een overbezorgde moeder in Almost Famous van Cameron Crowe. Beide rollen werden goed onthaald door de critici, en voor de laatste rol kreeg ze voor de tweede keer een Oscarnominatie voor beste vrouwelijke bijrol. In 2003 speelde ze een bijrol in Something's Gotta Give met Diane Keaton en Jack Nicholson. Voor haar rol in North Country uit 2005 werd ze voor de derde maal genomineerd voor de Academy Award voor beste vrouwelijke bijrol.
In 2018 kreeg ze als Mildred Hayes in de film Three Billboards Outside Ebbing, Missouri  een Oscar en een Golden Globe voor beste vrouwelijke hoofdrol. In 2021 won ze voor haar rol als Fern in de film Nomadland een derde Oscar, waardoor ze op de tweede plek kwam van actrices met de meeste Oscars (na Katharine Hepburn), samen met Meryl Streep die ook drie Oscars won.

### Persoonlijk leven
Frances McDormand is sinds 1984 getrouwd met regisseur Joel Coen, met wie ze samenleeft in New York. In 1994 adopteerden ze een zoon, Pedro McDormand Coen, afkomstig uit Paraguay.

## Academy Awards en nominaties
- 1989 - Beste vrouwelijke bijrol - Mississippi Burning (nominatie)
- 1997 - Beste vrouwelijke hoofdrol - Fargo (gewonnen)
- 2001 - Beste vrouwelijke bijrol - Almost Famous (nominatie)
- 2006 - Beste vrouwelijke bijrol - North Country (nominatie)
- 2018 - Beste vrouwelijke hoofdrol - Three Billboards Outside Ebbing, Missouri (gewonnen)
- 2021 - Beste vrouwelijke hoofdrol - Nomadland (gewonnen)

## Filmografie
- Blood Simple (1984)
- Crimewave (1985)
- Hill Street Blues (1985) televisieserie
- Scandal Sheet (1985) televisiefilm
- Hunter (1985) televisieserie
- Spenser: For Hire (1986) televisieserie
- Vengeance: The Story of Tony Crimo (1986) televisiefilm
- The Twilight Zone (1986) televisieserie
- Raising Arizona (1987)
- Leg Work (1987) televisieserie
- Mississippi Burning (1988)
- Chattahoochee (1989)
- Hidden Agenda (1990)
- Miller's Crossing (1990)
- Darkman (1990)
- The Butcher's Wife (1991)
- Barton Fink (1991) stem
- Passed Away (1992)
- Sôsei kishi Gaiâsu (1992) (aka Genesis Surviver Gaiarth) stem
- Crazy in Love (1992) televisiefilm
- Short Cuts (1993)
- Bleeding Hearts (1994)
- Palookaville (1995)
- The Good Old Boys (1995) televisiefilm
- Beyond Rangoon (1995)
- Fargo (1996)
- Primal Fear (1996)
- Lone Star (1996)
- Plain Pleasures (1996)
- Hidden in America (1996) televisiefilm
- Paradise Road (1997)
- Madeline (1998)
- Talk of Angels (1998)
- Johnny Skidmarks (1998)
- Almost Famous (2000)
- Wonder Boys (2000)
- The Man Who Wasn't There (2001)
- Upheaval (2001)
- State of Grace (2001) televisieserie
- City by the Sea (2002)
- Laurel Canyon (2002)
- Something's Gotta Give (2003)
- Last Night (2004)
- North Country (2005)
- Æon Flux (2005)
- Precint Hollywood (2005)
- Friends with Money (2006)
- The Simpsons (2006) televisieserie, stem
- Miss Pettigrew Lives for a Day (2008)
- Burn After Reading (2008)
- This Must Be the Place (2011)
- Transformers: Dark of the Moon (2011)
- Moonrise Kingdom (2012)
- Madagascar 3: Europe's Most Wanted (2012) stem
- Promised Land (2012)
- Olive Kitteridge (2014) televisieserie
- The Good Dinosaur (2015) stem
- Hail, Caesar! (2016)
- Three Billboards Outside Ebbing, Missouri (2017)
- Isle of Dogs (2018) stem
- Nomadland (2020)
- The French Dispatch (2021)
- The Tragedy of Macbeth (2021)
- Women Talking (2022)

- Bibsys: 99021639
- Biblioteca Nacional de España: XX1298305
- Bibliothèque nationale de France: cb14027673p (data)
- Catàleg d'autoritats de noms i títols de Catalunya: 981058509217206706
- CiNii: DA19744433
- Gemeinsame Normdatei: 138188300
- International Standard Name Identifier: 0000 0001 1476 654X
- Library of Congress Control Number: no96038402
- Nationale Bibliotheek van Letland: 000315373
- MusicBrainz: 0ac72696-6c78-4919-b77a-725358d92055
- Nationale Bibliotheek van Tsjechië: xx0049044
- Nationale bibliotheek van Australië: 40000991
- Nationale Bibliotheek van Israël: 987007436799705171
- Nationale Bibliotheek van Polen: a0000002966901
- Nederlandse Thesaurus van Auteursnamen: 157853705
- Réseau des bibliothèques de Suisse occidentale: 02-A024249847
- SNAC: w68s4x38
- Système universitaire de documentation: 05966469X
- Trove: 1470498
- Virtual International Authority File: 85611971
- WorldCat: E39PBJv8HJ8TDqrGH97v78vrbd